# Curimostomatidae
Famille
Synonymes
- Curinostomatidae

Les Curimostomatidae sont une famille de Ciliés de la classe des Oligohymenophorea et de l’ordre des Hymenostomatida.

## Étymologie
Le nom de la famille vient du genre type Curimostoma, composé de curim, « tondre, raser », et stoma, « bouche », littéralement « à la bouche tondue », en référence à l'absence de bouche (région buccale dite « astomateuse ») chez ces organismes.

## Description
Les Curimostomatidae ont une petite taille (< 80 μm). Leur forme va de piriforme à ovoïde. Ils vivent en natation libre. Leur ciliation somatique est holotriche (c. à d. uniforme), avec le « système silverline », similaire à celui des Tetrahymena (famille des Tetrahymenidae). Leur région buccale est absente (astomateuse).
Leur macronoyau est globulaire. Micronoyau et vacuoles contractiles sont présents. Un cytoprocte (anus) est également présent.
Ces organismes pourraient être osmotrophes,.

## Distribution
Les Curimostomatidae vivent dans des habitats d'eau douce et terrestres comme parasites obligatoires des mollusques et des vers plats turbellariés.

## Liste des genres
Selon GBIF (17 septembre 2023) et Lynn (2010) :
- Curimostoma Kozloff, 1954
  - Espèce type : Curimostoma renale (Kay, 1946) Kozloff, 1954
- Dogielella Poljanskii, 1925
  - Espèce type : Dogielella sphaerii Kozloff, 1954

## Systématique
Le nom correct de ce taxon est Curimostomatidae Jankowski, 1968.